# Capsicum coccineum
Capsicum coccineum är en potatisväxtart som först beskrevs av Henry Hurd Rusby, och fick sitt nu gällande namn av A. T. Hunziker. Capsicum coccineum ingår i släktet spanskpepparsläktet, och familjen potatisväxter. Inga underarter finns listade i Catalogue of Life.